# ドリュー・ネイラー
ドリュー・ロイ・ネイラー（Drew Roy Naylor、1986年5月31日 - ）は、オーストラリア連邦クイーンズランド州ブリスベン出身の元プロ野球選手（投手）。右投右打。

## 経歴

### プロ入りとフィリーズ傘下時代
フィラデルフィア・フィリーズと契約を結びプロ入りを果たした。
2006年は傘下ルーキーリーグのガルフ・コーストリーグ・フィリーズでプレーし、12試合(2試合で先発)の登板で2勝3負1セーブ、防御率4.66、22奪三振を記録した。
2007年は傘下ショートシーズンAのウィリアムズポート・クロスカッターズでプレーした。この年は14試合に先発登板し、8勝6負、防御率3.28、97奪三振を記録した。
オフにはハワイで開催されたハワイ・ウィンターリーグに参加し、ノースショア・ホヌでプレーした。8試合に登板し、0勝1負1セーブ、防御率7.30、19奪三振を記録した。
2008年は傘下Aのレイクウッド・ブルークロウズでプレーし、14試合に先発登板し、5勝3負、防御率2.99、97奪三振を記録した。その後、傘下アドバンスAのクリアウォーター・スレッシャーズでプレーした。ここでは、13試合に先発登板し、3勝7負、防御率4.85、59奪三振を記録した。
2009年はシーズン開幕前の3月に開催された第2回WBCのオーストラリア代表に選出された。シーズンでは傘下アドバンスAのクリアウォーターでプレーした。26試合(25試合で先発)登板し、8勝11負、防御率4.22、115奪三振を記録した。
2010年は傘下AAのレディング・ファイティン・フィルズでプレーした。27試合(26試合で先発)登板し、12勝10負、防御率4.63、113奪三振を記録した。オフには母国オーストラリアのオーストラリアンベースボールリーグ(ABL)のブリスベン・バンディッツでプレーした。4試合(2試合で先発)登板し、0勝0負、防御率3.21、8奪三振を記録した。
2011年はトミー・ジョン手術を行いシーズンを終えた。シーズン中の9月16日にDFAとなった。
2012年5月に傘下AAのレディングに復帰し、5試合の先発登板で3勝2負、防御率6.04、16奪三振を記録した。その後、傘下ルーキーリーグのガルフ・コーストリーグ・フィリーズで2試合に登板した後、傘下アドバンスAのクリアウォーターでプレーした。ここでは、2試合に登板した。オフの11月に解雇された。

### フィリーズ退団後
2013年と2014年は、手術の影響でどの球団にも所属せず少年野球の指導を行っていた。2014年オフにはABLのブリスベンで4年振りにプレーした。3試合に先発登板し、0勝2負、防御率7.24、13奪三振を記録した。

### 香川時代
2015年3月2日に日本の独立リーグである四国アイランドリーグplusの香川オリーブガイナーズとウェスリー・エドワーズと共に契約を結んだ事が発表された。
3月15日の石川ミリオンスターズとの交流戦（丸亀市民球場）に先発して日本で初登板し、6回を3安打無失点に抑えて勝利投手となった。前期シーズンは主に先発として起用され、4勝1敗2Sで防御率1.37、55奪三振という成績を上げ、前期優勝したチームでローテーションの一角を占めた。
5月29日に、リーグの北米遠征のメンバーに選出された事が発表された。ここで2勝1敗の成績を記録したことが評価され、北米遠征読売新聞優秀賞を受賞した。日本に戻ったあとの7月6日、中日ドラゴンズが獲得を検討するためにナゴヤドームでテストをおこなった。8日にはナゴヤ球場でおこなわれた香川と中日ドラゴンズ2軍とのオープン戦に先発し、3回を投げ4安打1失点という内容だった。

### 中日時代
2015年7月13日にラファエル・ペレスとともに中日ドラゴンズへの入団会見が行われた。推定年俸は1250万円。8月1日の対読売ジャイアンツ戦（東京ドーム）に先発で初登板し、6回2失点であったが、勝敗はつかなかった。8月7日の対東京ヤクルトスワローズ戦（ナゴヤドーム）に先発、8回1失点でNPBでの初勝利を挙げるとともに、4回の打席では本塁打を放った。
2016年はオープン戦から好調をアピールし開幕ローテにも入った。5月7日の巨人戦で右肩痛を発症し、緊急降板。その後も右肩痛が完治せず、1軍に復帰することなくシーズンを終えた。オフの12月2日に自由契約公示された。

### 中日退団後
2018年に来日したブリスベン・バンディッツ時代の監督である元中日のデーブ・ニルソン(現役時代の登録名はディンゴ)によると、地元オーストラリアで少年野球のコーチをしながら右肩のリハビリを行い現役復帰を目指している模様。

## 詳細情報

### 年度別投手成績
| 年 度    | 球 団    | 登 板 | 先 発 | 完 投 | 完 封 | 無 四 球 | 勝 利 | 敗 戦 | セ 丨 ブ | ホ 丨 ル ド | 勝 率 | 打 者 | 投 球 回 | 被 安 打 | 被 本 塁 打 | 与 四 球 | 敬 遠 | 与 死 球 | 奪 三 振 | 暴 投 | ボ 丨 ク | 失 点 | 自 責 点 | 防 御 率 | W H I P |
| -------- | -------- | ----- | ----- | ----- | ----- | -------- | ----- | ----- | -------- | ----------- | ----- | ----- | -------- | -------- | ----------- | -------- | ----- | -------- | -------- | ----- | -------- | ----- | -------- | -------- | ------- |
| 2015     | 中日     | 10    | 8     | 0     | 0     | 0        | 4     | 3     | 0        | 0           | .571  | 220   | 52.0     | 48       | 5           | 19       | 0     | 4        | 41       | 0     | 1        | 22    | 22       | 3.81     | 1.29    |
| 2016     | 中日     | 7     | 7     | 0     | 0     | 0        | 1     | 2     | 0        | 0           | .333  | 163   | 37.0     | 34       | 3           | 18       | 0     | 3        | 34       | 1     | 0        | 21    | 19       | 4.62     | 1.41    |
| NPB：2年 | NPB：2年 | 17    | 15    | 0     | 0     | 0        | 5     | 5     | 0        | 0           | .500  | 383   | 89.0     | 82       | 8           | 37       | 0     | 7        | 75       | 1     | 1        | 43    | 41       | 4.15     | 1.34    |

### 記録
NPB投手記録
- 初登板・初先発登板：2015年8月1日、対読売ジャイアンツ16回戦（東京ドーム）、6回2失点で勝敗つかず
- 初奪三振：同上、2回裏に阿部慎之助から空振り三振
- 初勝利・初先発勝利：2015年8月7日、対東京ヤクルトスワローズ17回戦（ナゴヤドーム）、8回1失点6奪三振

NPB打撃記録
- 初安打・初本塁打・初打点：2015年8月7日、対東京ヤクルトスワローズ17回戦（ナゴヤドーム）、4回裏に古野正人から右越ソロ

### 独立リーグでの投手成績
| 年 度     | 球 団     | 防 御 率 | 登 板 | 勝 利 | 敗 戦 | セ 丨 ブ | 完 投 | 完 封 | 無 四 球 | 投 球 回 | 打 者 | 被 安 打 | 被 本 塁 打 | 奪 三 振 | 与 四 球 | 与 死 球 | 失 点 | 自 責 点 | 暴 投 | ボ 丨 ク |
| --------- | --------- | -------- | ----- | ----- | ----- | -------- | ----- | ----- | -------- | -------- | ----- | -------- | ----------- | -------- | -------- | -------- | ----- | -------- | ----- | -------- |
| 2015      | 香川      | 1.37     | 11    | 4     | 1     | 2        | 2     | 1     | 0        | 59.0     | 228   | 37       | 1           | 55       | 10       | 1        | 12    | 9        | 0     | 1        |
| 通算：1年 | 通算：1年 | 1.37     | 11    | 4     | 1     | 2        | 2     | 1     | 0        | 59.0     | 228   | 37       | 1           | 55       | 10       | 1        | 12    | 9        | 0     | 1        |

### 独立リーグでの表彰
- 北米遠征読売新聞優秀賞 （2015年）

### 背番号
- 98 （2015年 - 同年途中）
- 54 （2015年途中 - 2016年）

### 登場曲
- 『Animals』Nickelback （2015年‐2016年）

### 代表歴
- 2009 ワールド・ベースボール・クラシック・オーストラリア代表